# Concriers
Concriers – miejscowość i gmina we Francji, w Regionie Centralnym, w departamencie Loir-et-Cher.
Według danych na rok 1990 gminę zamieszkiwało 138 osób, a gęstość zaludnienia wynosiła 29 osób/km² (wśród 1842 gmin Regionu Centralnego Concriers plasuje się na 999. miejscu pod względem liczby ludności, natomiast pod względem powierzchni na miejscu 1372.).